# Matti Oiling
Kaj-Matti Oiling (Helsinki, 20 november 1942 - Fuengirola, 5 november 2009) was een Fins drummer. Oiling speelde zowel jazz, rock als blues. In de jaren 1960 speelde hij bij de band van het Zweedse rockidool Jerry Williams. Nadien begon hij met zijn eigen band, de "Oiling Boiling Rhythm'n Blues Band".